# Кумари (Врадиевский район)
Кумари (укр. Кумарі) — село в Первомайском районе Николаевской области Украины.
Основано в 1718 году. Население по переписи 2001 года составляло 588 человек. Почтовый индекс — 56309. Телефонный код — 5135. Занимает площадь 5,093 км².

## Местный совет
56309, Николаевская обл., Первомайский р-н, с. Кумари, ул. Мира, 145